# Cỏ mèo

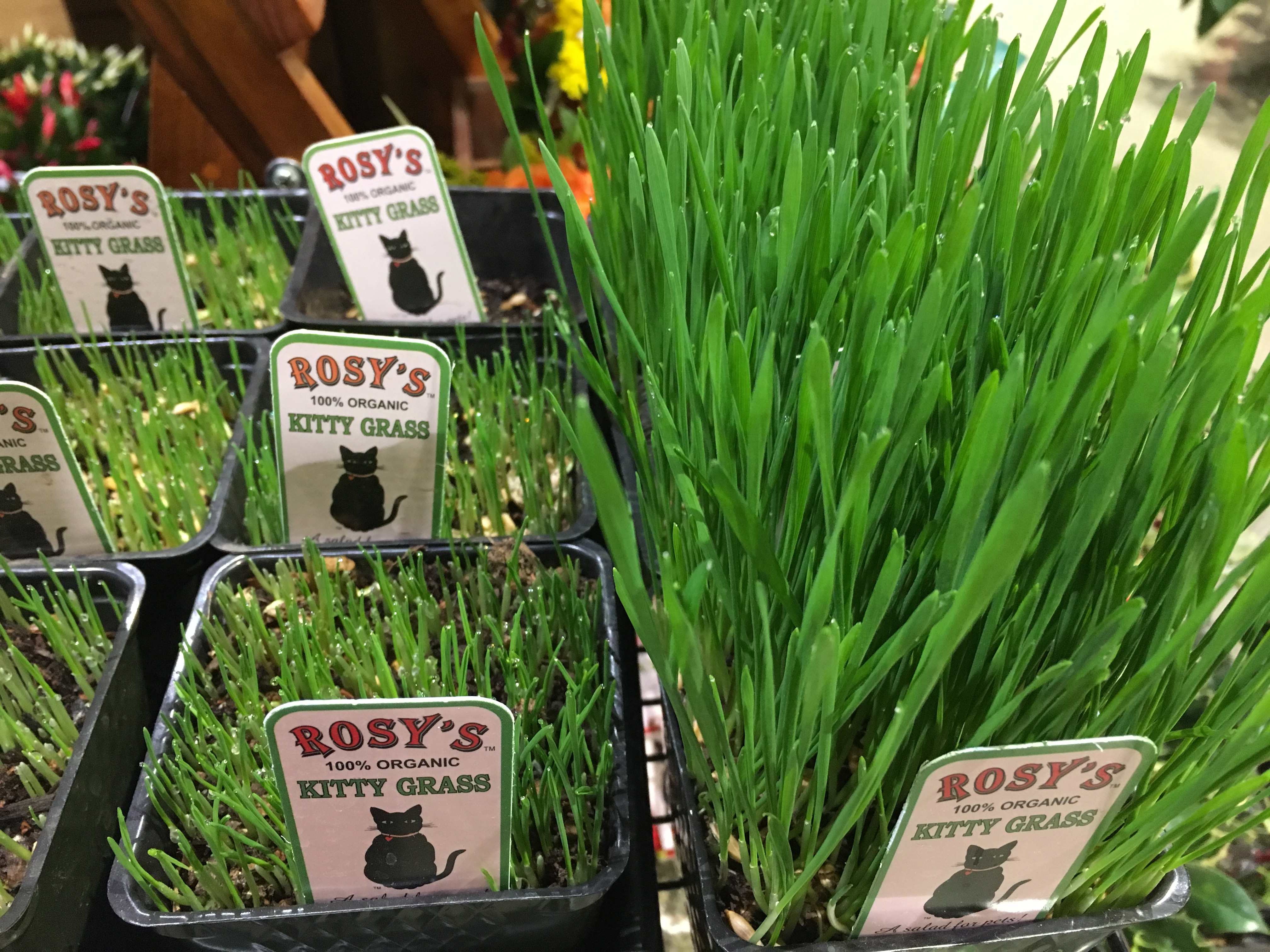
Cỏ mèo

Cỏ mèo là bất cứ loại cỏ nào được trồng, thường là trong nhà, cho mèo ăn. Cỏ mèo có thể được trồng trong bất cứ vật đựng nào như đĩa, khay,... để ăn trực tiếp hoặc thêm vào thức ăn cho mèo. Công dụng phổ biến nhất được cho là để hỗ trợ việc thải búi lông.

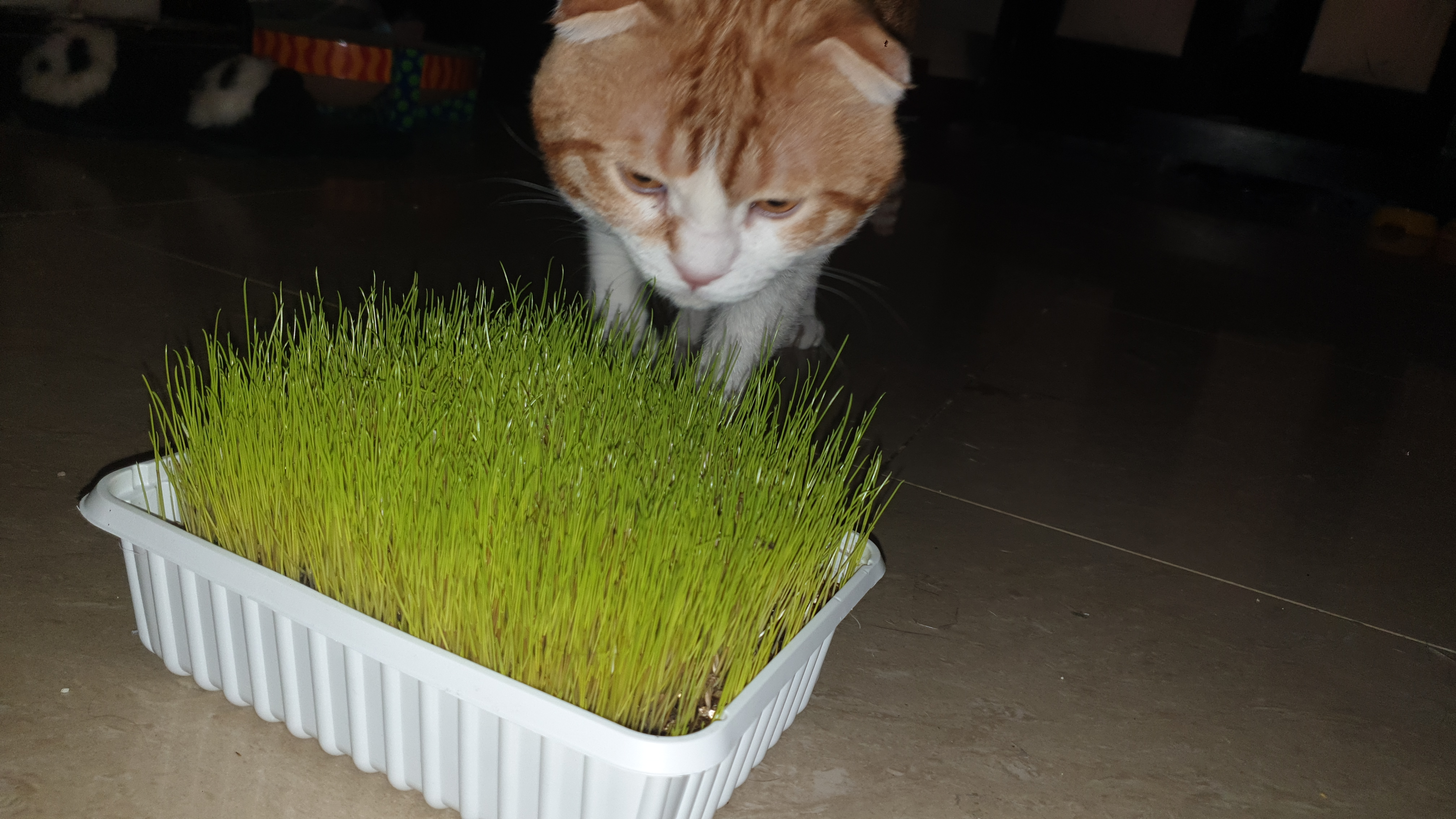
Một con mèo đang ngắm một khay cỏ mèo

Loài cỏ được bán phổ biến nhất để làm cỏ mèo là Arrhenatherum elatius; một số loài phù hợp khác thường được nhắc đến là Hordeum vulgare, Thinopyrum intermedium và Lolium perenne, đôi khi cả Dactylis glomerata.

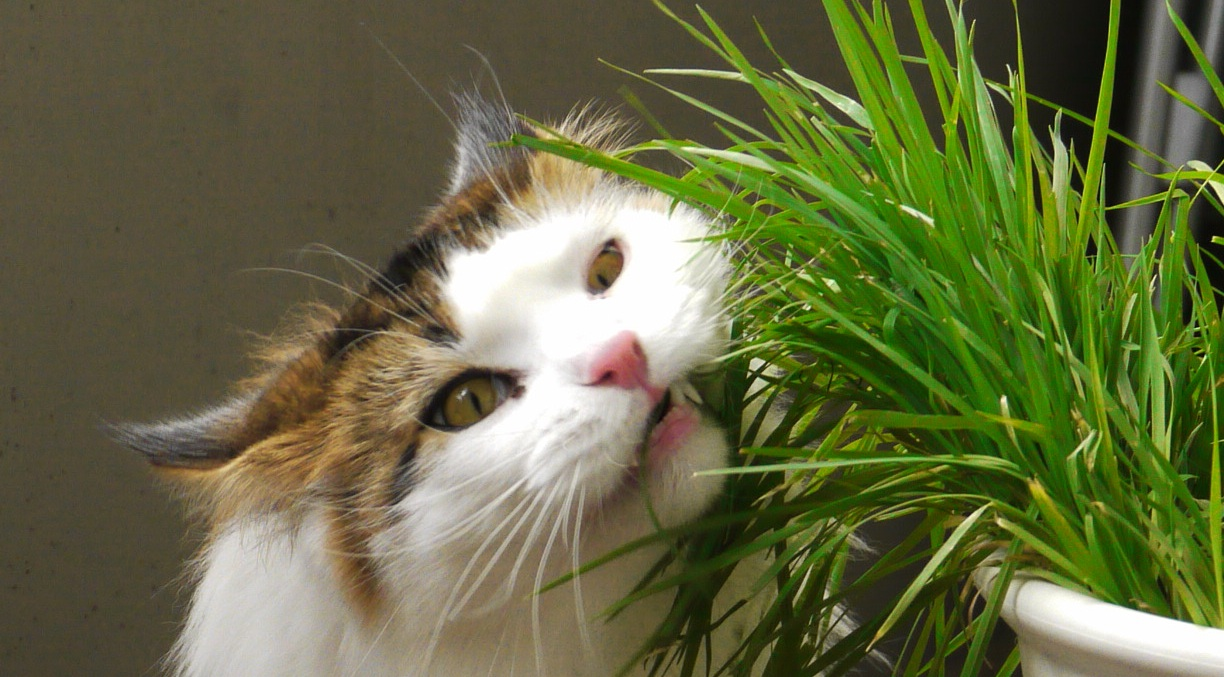
Một con mèo đang ăn cỏ mèo